# Финофурт
Финофурт (нем. Finowfurt) — населённый пункт в районе Барним в Бранденбурге, Германия. Основан в 1929 году путем слияния Шёпфурта и Штайнфурта — средневековых деревень на берегу реки Фино. С 26 октября 2003 года является сельским округом в составе коммуны Шорфхайде.

## География
Финофурт находится примерно в двух километрах от города Эберсвальде, в непосредственной близости от автомагистрали А11 Берлин—Щецин и государственной трассы 167 Нойруппин—Эберсвальде, а также каналов Фино и Одер—Хафель.
Населённый пункт граничит на севере с сельскими округами Гросс-Шёнебек, Вербеллин и Лихтерфельде коммуны Шорфхайде, на востоке с городом Эберсвальде, на юге с городом Бизенталь и на западе с коммуной Мариенвердер; последние две административные единицы входят в состав управления Бизенталь—Барним.

## История
Деревня Финофурт была основана 1 января 1929 года в результате объединения двух деревень Шёпфурт и Штайнфурт. Впервые обе деревни упоминаются в 1375 году в «Земельной книге» императора Карла IV.
В 1907 году началось строительство железной дороги Эберсвальде—Финофурт, которая в 1947 году была включена в железнодорожную сеть Бранденбурга; в 1949 году стала частью Государственной железной дороги ГДР. Регулярное пассажирское сообщение по ней началось в 1961 году; с 1996 года начались регулярные грузовые перевозки.
В 1938 году был расширен аэродром Фино, который в 1945 году был передан вермахту, а с 1945 по 1994 год был занят группой войск армии СССР, находившейся на территории ГДР.
21 августа 1992 года Бранденбурге были образованы управления, и Финофурт вошёл в состав управления Барним—Норд, в котором были объединены четыре коммуны — Айххорст, Финофурт, Лихтерфельде и Вербеллин. 30 декабря 1997 года эти четыре коммуны были объединены в коммуну Финофурт. В это же время было основано управление Финофурт, которое затем преобразовали в свободную одноименную коммуна.
31 декабря 2002 года коммуна Альтенхоф из управления Йохамишталь (Шорфхайде) была переведена в состав коммуны Финофурт, а управление Йохамишталь (Шорфхайде) было упразднено.
16 августа 2002 года Министерство внутренних дел Бранденбурга одобрило слияние коммуны Гросс-Шойнебек из управления Гросс-Шойнебек (Шорфхайде) с со свободной коммуной Финофурт. После выборов 26 октября 2003 года управление Гросс-Шойнебек (Шорфхайде) было упразднено и на его территории образована новая свободная коммуна Шорфхайде, в составе которой Финофурт является сельским округом.

## Население
Численность населения сельского округа Финофурт, со всеми влившимися в него населёнными пунктами:
| Год  | Шёпфурт | Штайнфурт | Финофурт                                                       | Айххорст                        | Лихтерфельде                    | Вербеллин                       | Альтенхо                        |
| ---- | ------- | --------- | -------------------------------------------------------------- | ------------------------------- | ------------------------------- | ------------------------------- | ------------------------------- |
|      |         |           | с 1929 года после объединения Шёпфурта и Штайнфурта в Финофурт | с 1997 года в составе Финофурта | с 1997 года в составе Финофурта | с 1997 года в составе Финофурта | с 2002 года в составе Финофурта |
| 1875 | 836     | 883       | -                                                              | 409                             | 1 117                           | 407                             | 182                             |
| 1925 | 1 927   | 1 679     | -                                                              | 493                             | 1 611                           | 301                             | 347                             |
| 1933 | -       | -         | 4 544                                                          | 507                             | 1 634                           | 303                             | 441                             |
| 1939 | -       | -         | 5 090                                                          | 553                             | 1 770                           | 326                             | 541                             |
| 1946 | -       | -         | 4 756                                                          | 645                             | 2 105                           | 399                             | 656                             |
| 1950 | -       | -         | 4 657                                                          | 613                             | 2 153                           | 365                             | 590                             |
| 1971 | -       | -         | 4 196                                                          | 443                             | 1 972                           | 233                             | 756                             |
| 1981 | -       | -         | 3 744                                                          | 462                             | 1 817                           | 202                             | 729                             |
| 1990 | -       | -         | 3 315                                                          | 436                             | 1 794                           | 189                             | 790                             |
| 1995 | -       | -         | 3 977                                                          | 433                             | 1 781                           | 228                             | 778                             |
| 1997 | -       | -         | 7 092                                                          | -                               | -                               | -                               | 597                             |
| 2000 | -       | -         | 7 422                                                          | -                               | -                               | -                               | 593                             |
| 2002 | -       | -         | 8 054                                                          | -                               | -                               | -                               | -                               |

## Культура
В Финофурте есть музей авиации. С 1995 года ежегодно в июне в Финофурте проходит праздник паромщиков, на который приезжают гости из других населённых пунктов. С мая 2010 года, силами отдела пожарной охраны Финофурта и местного общества, здесь проходит фестиваль в духе старых традиций. С 2007 года, каждые четыре года, на аэродроме Фино или в местном музее авиации проходит многотысячный слёт хакеров и технофилов «Хаос Коммуникейшн Камп».

## Экономика
В 1992 году на 13 гектаров к востоку от Финофурта был построен большой торговый комплекс. За год до этого в Финофурте был возведён торгово-жилищный парк на территории в 36 гектаров.
На бывшем военном аэродроме Фино в конце 2011 года была построена, на то время самая большая в Европе, солнечная электростанция. На её расширение и возведение солнечной электростанции «Башня Фино II» было потрачен 120 миллионов евро, при этом мощность электростанции увеличилась с 60,2 МВт до 84,5 МВт. Солнечная электростанция «Башня Фино» снабжает электричеством 23 500 домохозяйств.

## Известные персоналии
- Герман Бланкенштайн[нем.] (1829—1910), архитектор.
- Экхард Херрманн[нем.] (род. 1949), скульптор.